# N-85 Narsaq
N-85 Narsaq ist ein grönländischer Fußballverein aus Narsaq.

## Geschichte
N-85 Narsaq wurde am 25. August 1985 gegründet, nachdem die Stadt zuvor seit 1943 von Â-43 Narsaq vertreten worden war.
N-85 Narsaq wurde erstmals 1989 als Teilnehmer der Grönländischen Fußballmeisterschaft erwähnt, als er sich für die Schlussrunde qualifizierte. Dort belegte der Verein aber nur den vorletzten Platz. Das nächste Mal konnte sich der Verein 1998 für die Schlussrunde qualifizieren. Er schloss die Gruppenphase als Gruppenerster ab und belegte am Ende den dritten Platz. Im Folgejahr wurde N-85 Sechster. Von 2001 bis 2004 belegte der Verein viermal Plätze im Mittelfeld. 2006 wurde N-85 Vizemeister. 2010 erreichte die Mannschaft den sechsten Platz. Seither hat der Verein für die Schlussrunde meist abgeschlagen verpasst.

## Platzierungen bei der Meisterschaft
- 1986: unbekannt
- 1987: unbekannt
- 1988: unbekannt
- 1989: Platz 7 (von 8)
- 1990: nicht qualifiziert
- 1991: nicht qualifiziert
- 1992: nicht qualifiziert
- 1993: unbekannt
- 1994: unbekannt
- 1995: nicht qualifiziert
- 1996: unbekannt
- 1997: unbekannt
- 1998: Platz 3 (von 8)
- 1999: Platz 6 (von 8)
- 2000: nicht qualifiziert
- 2001: Platz 6 (von 8)
- 2002: Platz 4 (von 8)
- 2003: Platz 4 (von 8)
- 2004: Platz 5 (von 8)
- 2005: unbekannt
- 2006: Platz 2 (von 8)
- 2007: unbekannt
- 2008: unbekannt
- 2009: nicht qualifiziert
- 2010: Platz 6 (von 8)
- 2011: unbekannt
- 2012: nicht qualifiziert
- 2013: unbekannt
- 2014: nicht qualifiziert
- 2015: nicht qualifiziert
- 2016: unbekannt
- 2017: nicht qualifiziert
- 2018: nicht qualifiziert
- 2019: nicht qualifiziert
- 2020: nicht teilgenommen
- 2021: teilgenommen (nicht ausgetragen)
- 2022: unbekannt
- 2023: unbekannt
- 2024: von der Schlussrunde zurückgezogen